# Francisco José Guinea López
Francisco José Guinea López (Madrid, 1953) és un físic espanyol, destacat en el camp de la Física de la Matèria Condensada i la física estadística, en particular en l'estudi dels sistemes fortament correlacionats i l'estructura electrònica i propietats del grafè amb els premis Nobel Andre Geim i Konstantín Novossiólov.
En 1975 es llicencià en física per la Universitat Complutense de Madrid, i es doctorat per la Universitat Autònoma de Madrid en 1980. De 1982 a 1984 va estudiar amb una beca Fulbright a la Universitat de Califòrnia a Santa Barbara. En 1985 treballà com a professor ajudant a la Universitat Autònoma de Madrid i en 1987 investigador a l'Institut de les Ciències Materials del Consell Superior d'Investigacions Científiques.
De 1991 a 1992 fou professor visitant a la Universitat de Michigan, en 1997 a la Universitat de Califòrnia a San Diego i en 2004 a la Universitat de Boston. A més, va ser editor associat de la revista Physical Review Letters de la Societat Americana de Física. També va obtenir la medalla d'or de la Reial Societat Espanyola de Física. En 2011 va obtenir el Premi Nacional d'Investigació Blas Cabrera.